# Catherine Coleman McHugh
 Cathie Coleman (Montclair, Nueva Jersey, 11 de noviembre de 1947-  Madrid, 13 de octubre de 2017), era una historiadora del arte estadounidense residente en España, conservadora del departamento de arte gráfico del Museo Nacional Centro de Arte Reina Sofía de Madrid.

## Trayectoria profesional
Se licenció en Historia del Arte en el Wells College en Aurora, Nueva York en el año 1969. Se trasladó a España, donde no pudo convalidar sus estudios al no existir convenios entre EE. UU. y España, y en 1967 y 1968 estudió en la Universidad Complutense de Madrid cinco años de Historia del Arte (dos años de latín y dos de árabe medieval). Tras obtener la licenciatura española en 1973 en la Facultad de Geografía e Historia de Madrid. En el año 1975 comenzó a trabajar en el Ministerio de Cultura en la subdirección General de Bellas Artes con Isabel Cajide, hasta 1981, posteriormente con Ana Beristaín hasta 1983 y por último con Carmen Giménez hasta 1989."
En 1990 obtuvo el doctorado cum laude en la Universidad Complutense de Madrid con su tesis "Una aproximación a la iconografía española del siglo veinte: El autorretrato en la obra de Picasso, Miró y Dalí."
Desde 1988 trabajó en el Museo Nacional Centro de Arte Reina Sofía, posteriormente mediante oposición logró la plaza de conservador jefe de fotografía en dicho museo en 1997 hasta su jubilación. Creó el primer Departamento de Fotografía en el Museo Nacional Reina Sofía en 1997. Fue una de las responsables de que la fotografía contemporánea se haya consolidado dentro de los museos y colecciones institucionales en España.
Comprometida con el feminismo se incorporó a la asociación Mujeres en las Artes Visuales MAV desde sus orígenes el año 2009.

## Comisariado de exposiciones y ensayos
Coordinadora y comisaria de exposiciones, gran experta en obra gráfica y fotográfica.
Entre las exposiciones y ensayos de Coleman, destacan las realizadas en el Museo Nacional Centro de Arte Reina Sofía:
- 1999 Robert Capa: Cara a cara. Fotografías de la guerra civil española.[4]
- 1999 Chema Madoz. Objetos, 1990-99.[5]
- 2001 Huellas de Luz. El arte fotográfico de William Henry Fox, Talbot, Robert Frank. Hold still, keep going.[6]

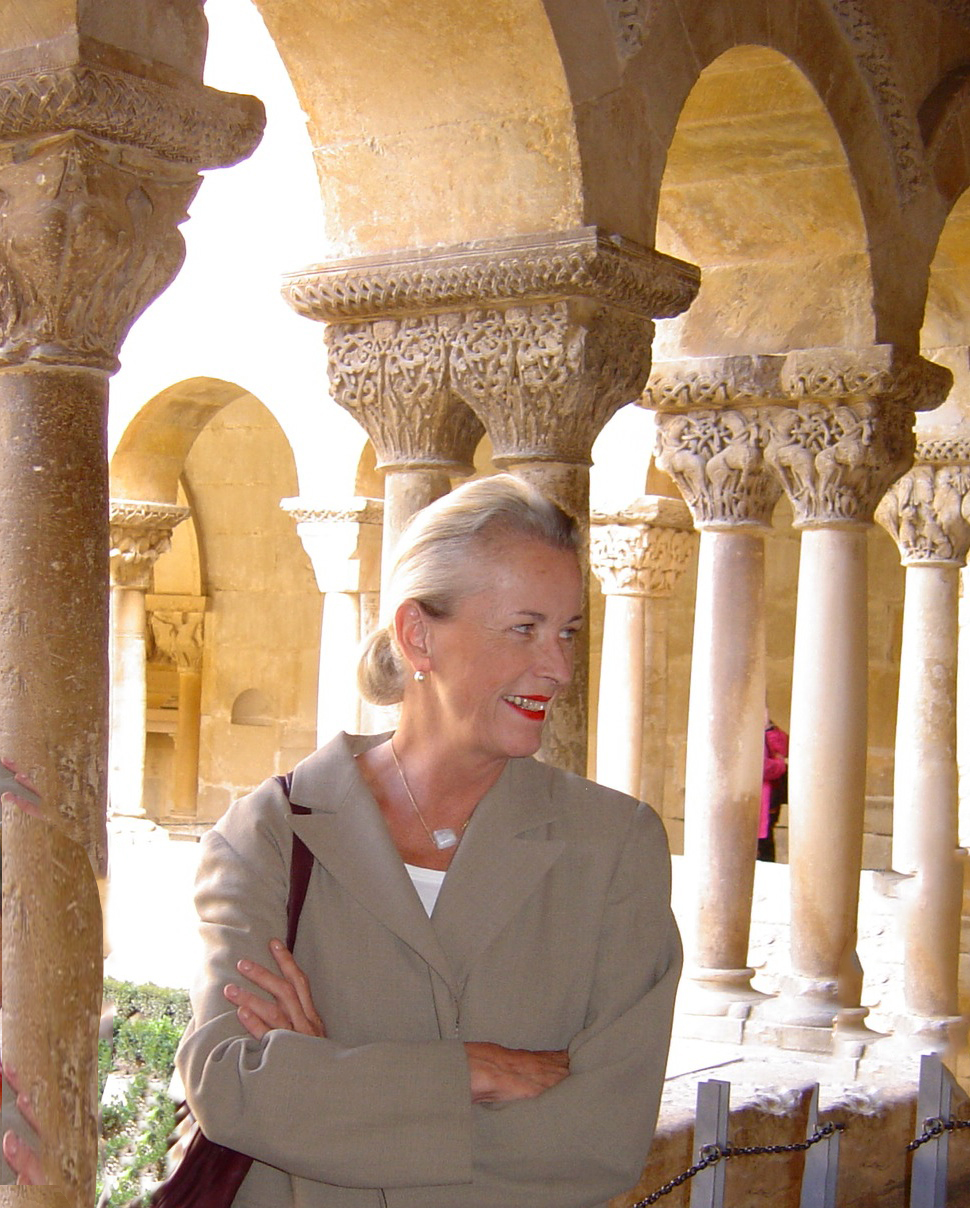
En el Claustro del Monasterio de Santo Domingo de Silos, Burgos año 2004

- En el Claustro del Monasterio de Santo Domingo de Silos, Burgos año 20042002 Fotografías de Elliott Erwitt, 60/60 Editorial Palacios y Museos.[7]
- 2003 Nueva tecnología, nueva iconografía, nueva fotografía. Fondos del MNCARS.[8][9]
- 2008 Jano: la doble cara de la fotografía.[10][11]
- 2008 Leonardo Cantero: Dehesa de Hoyos (PhotoEspaña, junio-julio).[12][13]

Además de las publicaciones realizadas por el museo, con anterioridad había publicado diversos libros como el editado en el año 1996 por la Comunidad Autónoma de Madrid, Servicio de Documentación y Publicaciones con el título  Autostop sobre Pintura y pinturas.
"Retrato de una generación, el artista visto por sí mismo". Una recopilación de testimonios de 10 artistas españoles, publicado por la Consejería de Cultura de la Comunidad de Madrid el año 1999.
También fue jurado del Premio Nacional de Fotografía otorgado por el Ministerio de Cultura en los años 1999, 2007 y 2013.